# ويجا (فلم 2014)
ويجا  (بالإنجليزية: Ouija) هو فيلم رعب تم إنتاجه في الولايات المتحدة وصدر في سنة 2014. الفيلم من إخراج ستايلز وايت وكتابة جولييت سنودن وستايلز وايت. من بطولة أوليفيا كوك.

## القصة
يبدأ الفيلم مع الطِفلتان لين موريس وديبي وهُن يلعبان بلَوح ويجا في غُرفة لين، إلا أن سارة شقيقة لين قاطعتهما. تقدم المشهد حتى بلوغ الصغيرتان وأصْبحن شابتين في العقد الثاني، حيث بدأت ديبي (شلي هينينج) بلعِب الويجا وحدها بارتباك؛ وهذا ما يخالف قوانين الويجا، ثم أحرقت اللوح. ثم حاولت لين (أوليفيا كوك) لقاء ديبي في منزلها إلا أن ديبي رفضت وقررت البقاء وحدها في المنزل. وعند صُعود ديبي لِغرفتها العُلوية شاهدت لوح الويجا على سَريرها، ثم تحول لون عيونها للأبيض وقامت بأخذ سلك ضوئي وشنقت نفسها بِه.
في اليوم التالي، كانت لين مع صديقها تريفور (دارين كاغاسوف) في المطعم برفقة زمِيلتهُم إيزابيل (بيانكا سانتوس)، عندما تلقت لين رسالة نصية من عائلتها تُبلغها بأهمية قُدومها للمنزل، لتتلقى خبر وفاة صديقتها المُقربة ديبي.

## الميزانية والإيرادات
بلغت تكلفة إنتاج الفيلم حوالي 5 ملايين دولار بينما حقق أرباحا تقدر بـ 66 مليون دولار.

## طاقم التمثيل
- أوليفيا كوك في دور لين موريس[12]
  - آفرا صوفيا في دور لين
- آنا كوتو في دور سارة موريس[13]
  - إزي غالانتي في دور سارة
- دارين كاغاسوف في دور تريفور[14]
- بيانكا سانتوس في دور إيزابيل[13]
- دوغلاس سميث في دور بيت[12]
- شلي هينينج في دور ديبي غالاردي[13]
  - كلير بيل في دور ديبي
- سييرا هيورمان في دور دوروريس زاندر
  - صني ماي أليسون في دور دوريس
- لين شاي في دور بولينا زاندر
- كلوديا كاتس مينيك في دور أم / أليس زاندر
- فيفيس كولومبيتي في دور نونا[13]
- روبين ليفلي في دور السيدة غالاردي
- ماثيو سيتل في دور أنتوني موريس[15]

## وصلات خارجية
- ويجا على موقع IMDb (الإنجليزية)
- ويجا على موقع ميتاكريتيك (الإنجليزية)
- ويجا على موقع روتن توميتوز (الإنجليزية)
- ويجا على موقع قاعدة بيانات الأفلام العربية
- ويجا على موقع ألو سيني (الفرنسية)
- ويجا على موقع Turner Classic Movies (الإنجليزية)
- ويجا على موقع أول موفي (الإنجليزية)
- ويجا على موقع بوكس أوفيس موجو (الإنجليزية)
- ويجا على موقع فيلمافينيتي (الإسبانية)
- ويجا على موقع قاعدة بيانات الفيلم (الإنجليزية)